# Équipe de Suisse de football en 1914
Cet article présente l'année 1914 pour l'équipe de Suisse de football.

## Bilan
|           | Nombre de matchs | Victoires | Défaites | Matchs nuls | Buts marqués | Buts encaissés |
| Domicile  | 1                | 0         | 1        | 0           | 0            | 1              |
| Extérieur | 2                | 0         | 0        | 2           | 3            | 3              |
| Neutre    | 0                | 0         | 0        | 0           | 0            | 0              |
| Total     | 3                | 0         | 1        | 2           | 3            | 4              |

## Matchs et résultats
| Match amical                            | France                   | 2 - 2   | Suisse                      | Stade Bauer, Saint-Ouen                       |                                               |
| 8 mars 1914 · Historique des rencontres | Devic 46e · Gastiger 85e | (0 - 1) | 39e Schreyer · 88e Albicker | Spectateurs : 4 000 Arbitrage : John Howcroft | Spectateurs : 4 000 Arbitrage : John Howcroft |
| 8 mars 1914 · Historique des rencontres | Rapport                  |         |                             | Spectateurs : 4 000 Arbitrage : John Howcroft | Spectateurs : 4 000 Arbitrage : John Howcroft |

| Match amical                             | Italie     | 1 - 1   | Suisse   | Stade Andrea Doria, Gênes                       |                                                 |
| 5 avril 1914 · Historique des rencontres | Mattea 26e | (1 - 1) | 33e Wyss | Spectateurs : 9 000 Arbitrage : Charles Barette | Spectateurs : 9 000 Arbitrage : Charles Barette |
| 5 avril 1914 · Historique des rencontres | Rapport    |         |          | Spectateurs : 9 000 Arbitrage : Charles Barette | Spectateurs : 9 000 Arbitrage : Charles Barette |

| Match amical                            | Suisse  | 0 - 1   | Italie        | Wankdorf, Berne                                     |                                                     |
| 17 mai 1914 · Historique des rencontres |         | (0 - 1) | 26e Barbesino | Spectateurs : 10 000 Arbitrage : Prosper van Broeck | Spectateurs : 10 000 Arbitrage : Prosper van Broeck |
| 17 mai 1914 · Historique des rencontres | Rapport |         |               | Spectateurs : 10 000 Arbitrage : Prosper van Broeck | Spectateurs : 10 000 Arbitrage : Prosper van Broeck |